# Aaron von Pesaro
Aaron von Pesaro († 1563) war ein italienischer Geschäftsmann und Laienwissenschaftler. 
Er war ein im 16. Jahrhundert lebender, wohlhabender Kaufmann jüdischer Abstammung aus Novellara, war geschäftlich vor allem in Pesaro tätig und eröffnete 1557 auch eine Kreditbank im Herzogtum Mantua. Er besaß eine reich ausgestattete Bibliothek und verfasste das Werk Toledot Aharon („Das Geschlecht Aarons“), eine Konkordanz aller im babylonischen Talmud zitierten und erklärten Bibelstellen. Seine drei Söhne übernahmen nach seinem Tod sein Geschäft und ließen sein Werk durch Israel Zifroni 1583–84 in Freiburg im Breisgau sowie 1591–92 in Venedig drucken. Der aus Oran in Nordafrika stammende Rabbiner Jakob Sasportas fügte dem Werk Bibelzitate des Jerusalemer Talmud hinzu (Toledot Ya’akov, Amsterdam 1652). Eine gekürzte Fassung von Toledot Aharon findet sich häufig in rabbinischen Bibeln.